# Podkantorówka
Podkantorówka – kolonia wsi Kantorówka w Polsce, położona w województwie podlaskim, w powiecie sokólskim, w gminie Sokółka.
W latach 1975–1998 Podkantorówka administracyjnie należała do województwa białostockiego.

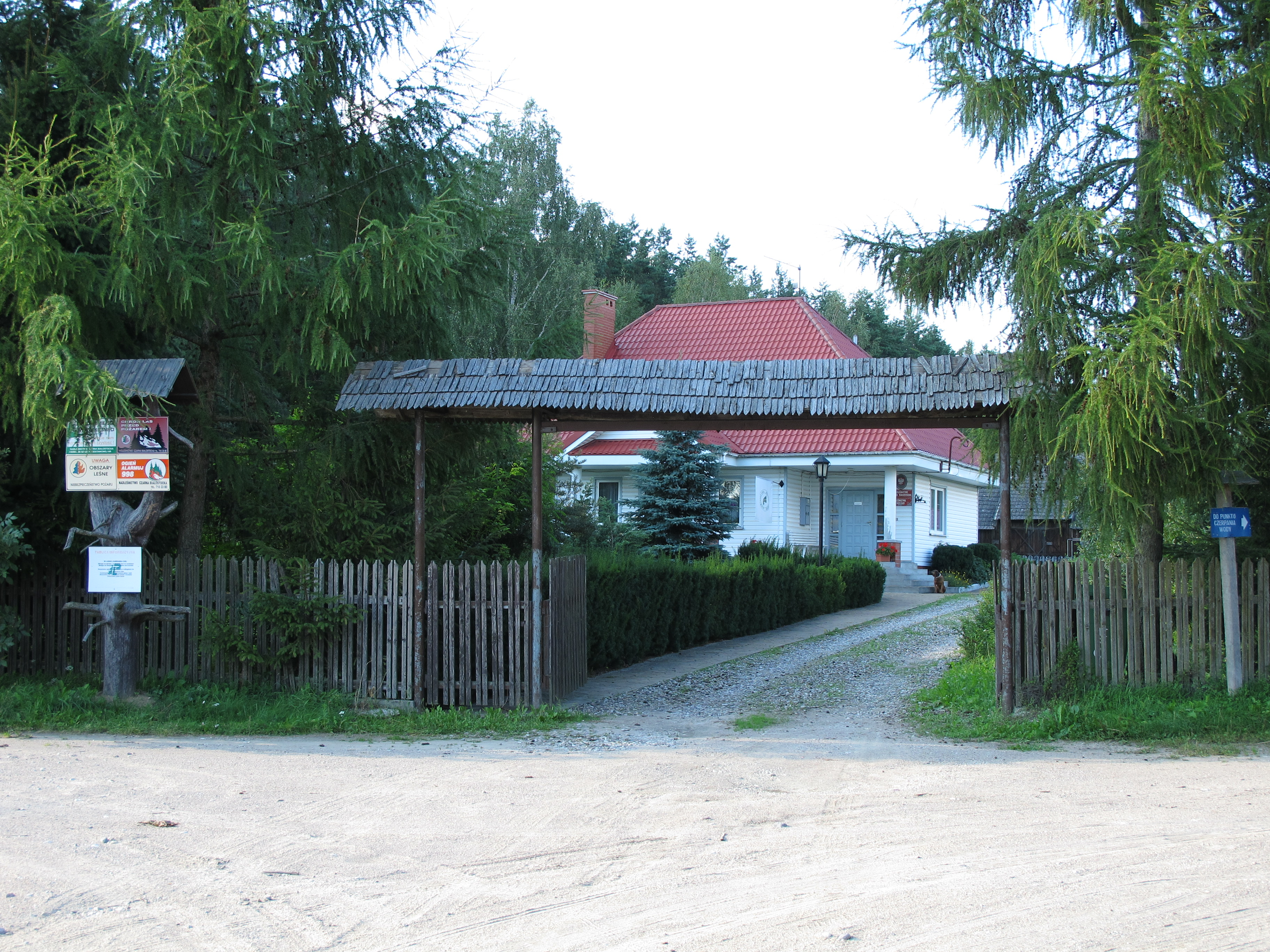
Siedziba leśnictwa Bogusze we wsi